# بودنوفکا (آذربایجان)
بودنوفکا (به انگلیسی: Budenovka) یک منطقه مسکونی در جمهوری آذربایجان است که در شهرستان ساعتلی واقع شده‌است.
ممکن است نام این روستا تغییر یافته باشد یا دیگر موجود نباشد زیرا هیچ سایتی در جمهوری آذربایجان از آن استفاده نمی‌کند.